# Bežin lug
Bežin lug (in russo Бежин луг?, traduzione: "Il prato di Bežin") è un film sovietico del 1937 diretto da Sergej Michajlovič Ėjzenštejn e noto per essere stato in gran parte distrutto prima di essere terminato.
Il film narra le vicende di un giovane contadino che cerca di opporsi al proprio padre che ha l'intenzione di tradire il governo sovietico sabotando il raccolto dell'anno. La pellicola termina con l'assassinio del giovane seguito da una sommossa popolare. Il titolo è il medesimo di un racconto di Ivan Sergeevič Turgenev, e nelle intenzioni originali del regista doveva incorporare alla novella la vicenda della vera vita di Pavlik Trofimovič Morozov, ritenuto dalla propaganda un martire sovietico per essere stato ucciso dai suoi familiari nel 1932, reo di aver denunciato alle autorità il padre per tradimento. Tuttavia in fase di sceneggiatura Ejzenštejn decise di eliminare tutti i riferimenti allo scritto di Turgenev ad eccezione del titolo. La figura di Morozov venne inserita nei programmi scolari russi e resa mitica attraverso la poesia, la musica e, in parte, da questo film.
Commissionato da un gruppo di giovani comunisti, la produzione si protrasse dal 1935 al 1937, finché non venne bloccata dal governo centrale che riteneva contenesse errori di carattere artistico, sociale e politico. Alcuni presero quest'occasione per denunciare l'ingerenza politica sul cinema arrivando a criticare lo stesso Stalin e un certo numero di persone venne arrestato proprio in conseguenza agli eventi che seguirono il blocco del film. Tuttavia lo stesso Ejzenštejn, riconsiderando in seguito la sua opera, la valutò come un errore.
Per molto tempo si è creduto che il girato di Bežin lug fosse andato irrimediabilmente perduto durante i bombardamenti della seconda guerra mondiale. Tuttavia negli anni sessanta vennero ritrovati una parte del montaggio e alcuni fotogrammi. A partire da questi frammenti venne intrapresa una ricostruzione basata sulla sceneggiatura originale, rimasta conservata. Il ricco simbolismo religioso dell'opera diede origine a un ampio numero di studi, ma la sua natura storica, le circostanze della sua produzione, il fallimento del progetto e la bellezza dei pochi frammenti rimasti nutrirono un grande interesse anche al di fuori della letteratura specialistica. La controversa storia di questa pellicola non nocque al regista che al contrario guadagnò in fama e divenne il direttore artistico del grande studio cinematografico Mosfil'm.

## Trama

Un fotogramma del film

Esistono o sono esistite molte versioni di questa pellicola, essendo stato più volte modificato, e in alcuni casi anche rigirato, per soddisfare le autorità sovietiche.
La più nota e meglio referenziata è quella che si focalizza sul personaggio di Stepok, un giovane contadino membro dell'organizzazione dei Giovani Pionieri Comunisti, alla quale partecipavano tutti i ragazzi dei kolchoz. Il padre, Samochin, progetta di sabotare il raccolto del villaggio dando fuoco al prato. Stepok reagisce istituendo con gli altri membri dei Giovani Pionieri la guardia del raccolto, frustrando in tal modo i tentativi del padre. Stepok decide infine di denunciarlo alle autorità e viene ucciso da questi per aver tradito la propria famiglia. Gli altri Giovani Pionieri reagiscono alla morte di Stepok profanando la chiesa del villaggio. Nei fotogrammi superstiti di quest'ultima scena, gli abitanti del villaggio vengono mostrati mentre divengono ciò che stanno per distruggere, ovvero immagini di Cristo, angelici e profetici.
In una versione successiva dell'opera la trama viene modificata così come il simbolismo. La scena si apre con immagini di campi e del cielo, con al centro un obelisco che reca iscritto il nome di Turgenev. In seguito si svela che la madre di Stepok è stata percossa a morte dal marito. Mentre il figlio torna da una passeggiata viene mostrato Samochin nascosto in una capanna che si lamenta di come Stepok mostri maggior lealtà per il Partito Comunista che per la propria famiglia. Pronuncia dunque una pretesa citazione biblica: "Se il figlio tradisce il padre, uccidilo come un cane!". Samochin viene infine arrestato per incendio doloso e Stepok si allontana con un funzionario comunista. I complici di Samochin trovano rifugio nella chiesa, ma vengono rapidamente trovati e arrestati. In seguito i sabotatori stanno per essere tutti impiccati, ma Stepok riesce a salvarli dalla collera degli altri abitanti del villaggio, i quali trasformano la chiesa in una casa del popolo ridicolizzando simbolicamente la religione cristiana.
In altre versioni, la distruzione o la profanazione della chiesa viene sostituita da una scena in cui gli abitanti lottano insieme contro l'incendio che è stato appiccato dando fuoco a dei girasoli e a dei fiammiferi nel deposito del carburante. In certi montaggi Stepok sorprende il padre mentre cerca di realizzare il suo progetto ed esce nella notte per informarne le autorità, in altri un funzionario del Partito Comunista prende informazioni dalla sorella minore di Stepok, e in altri ancora Samochin, dopo aver sparato contro il figlio, dice: "Ti hanno strappato da me, ma io non ti ho dato a loro. Io non ho dato la mia carne e il mio sangue". Dopo la morte di Stepok lo stesso funzionario visto in altri segmenti porta la sua bara: raggiunto da alcuni bambini la sua marcia funebre si trasforma poco a poco in una marcia trionfale.
Il film, come affermato dagli stessi Šumjackij ed Ejzenštejn, ha una ricca iconografia religiosa riferita al simbolismo della lotta tra il bene e il male. A questo proposito Birgit Beumers scrisse: "Gli abitanti del villaggio sono qui dei profeti dalle barbe grigie; i giovani uomini i forti apostoli del Rinascimento; le giovani ragazze delle Madonne carnose; i paesani che demoliscono l'iconostasi sono come un Sansone biblico e il giovane ragazzo paffuto che viene elevato sotto la cupola verso i raggi del Sole che indorano i suoi capelli è il giovane Cristo che ascende al Trono Celeste". Tutte le differenti versioni del Prato di Bežin riportano la stessa dedica: "alla memoria di Pavlik Morozov, un piccolo eroe del nostro tempo".

## Le influenze: il racconto di Turgenev e la vita di Pavlik Morozov

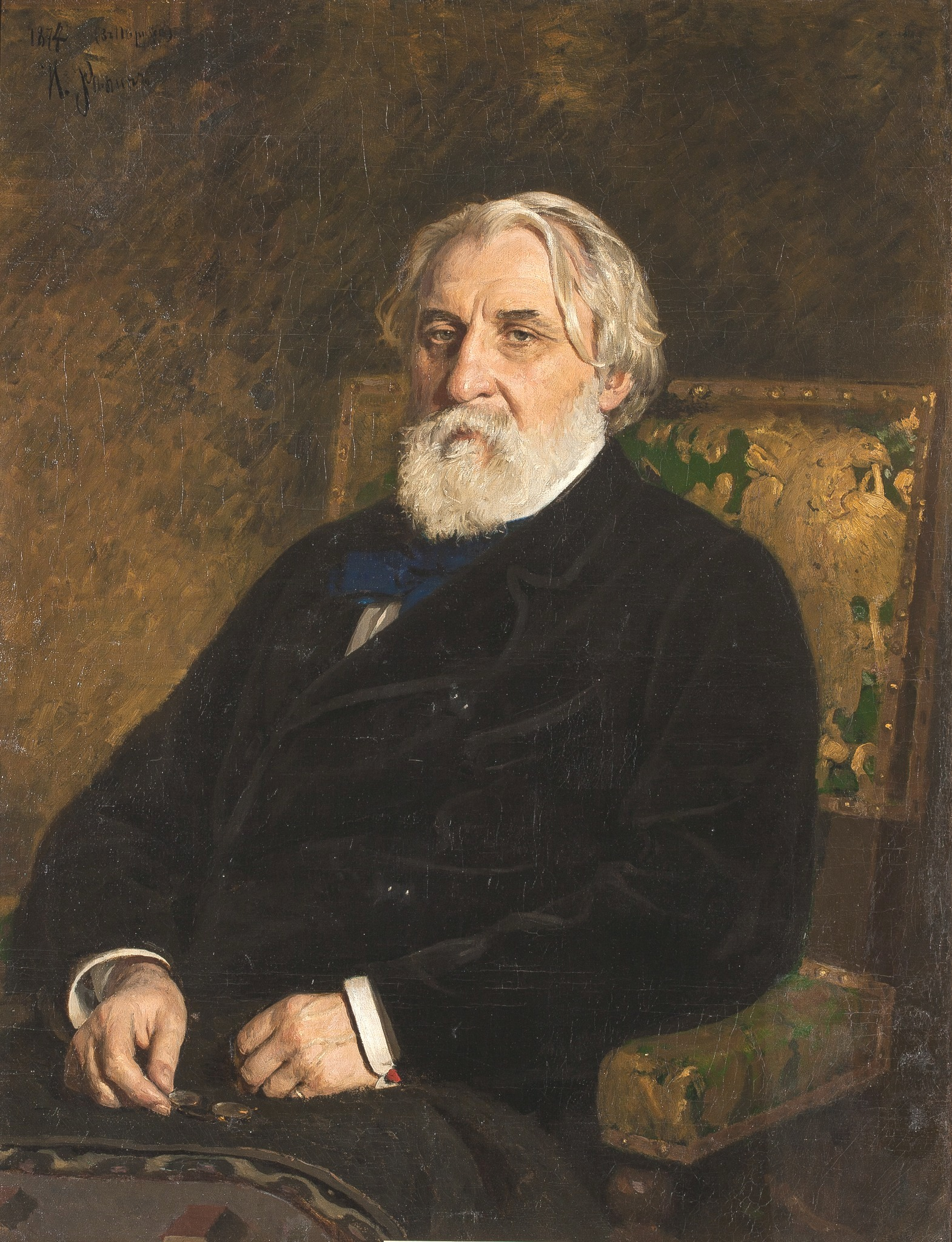
Ivan Turgenev nel 1874

Il film doveva basarsi in parte su un racconto del romanziere russo del XIX secolo Ivan Sergeevič Turgenev da riadattarsi in modo da incorporare la storia di Pavlik Morozov, ritenuto un martire dalla propaganda sovietica. Il breve scritto di Turgenev, che fa parte della raccolta Memorie di un cacciatore, mette in scena un gruppo di giovani paesani russi che discutono dei segni soprannaturali in compagnia di un cacciatore che si è smarrito. La storia si svolge negli anni cinquanta dell'Ottocento nella regione di Orël, precisamente sul prato che dà il titolo al racconto. Ejzenštejn eliminò in seguito ogni riferimento a quest'opera, ad eccezione del titolo.

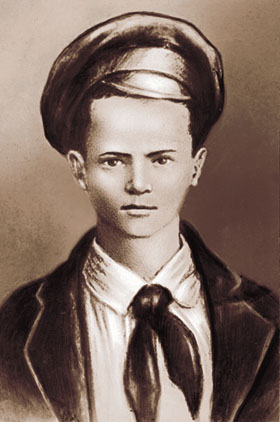
Pavlik Morozov nel 1932

La vita e la morte di Morozov a Gerasimovka, un piccolo villaggio degli Urali a circa 350 chilometri a nord di Ekaterinburg, non ha alcun rapporto con la vicenda narrata da Turgenev. Pavlik Morozov era un adolescente di tredici anni che denunciò il padre, un kulak, alle autorità e che venne per questo ucciso dai suoi familiari. Questo "racconto morale" sovietico aveva per scopo mostrare che opporsi allo Stato era una forma di egoismo e che lo Stato era più importante della propria famiglia. La versione più comunemente riportata della storia di Morozov è la seguente: figlio di un povero abitante di Gerasimovka era un fervente comunista che dirigeva il gruppo dei Giovani Pionieri della propria scuola e sosteneva la collettivizzazione intrapresa da Stalin.
Nel 1932 Pavlik denunciò il padre, Trofim, alla GPU, la polizia politica sovietica. Quest'ultimo, presidente del soviet del villaggio, fu accusato di aver "contraffatto dei documenti" e di averli "venduti ai banditi e ai nemici dello stato sovietico", così come riportato sulla sentenza di colpevolezza. Trofim Morozov fu così condannato a dieci anni di lavori forzati in un gulag e più tardi condannato a morte. Tuttavia la famiglia di Pavlik non apprezzò il suo zelo e il 3 settembre 1932 lo zio, il nonno, la nonna e un cugino lo assassinarono insieme ad un suo fratello minore. Tutti i membri della famiglia, ad eccezione dello zio, vennero arrestati dalla GPU e, ritenuti colpevoli, condannati "all'estrema misura di difesa sociale", ovvero la fucilazione.
Di Morozov apparvero non meno di sei biografie, la sua storia venne romanzata per farne dei libri destinati alla gioventù sovietica, narrata poi anche da canzoni, da un poema sinfonico e persino da un'opera lirica. La maggior parte di queste opere derivate contiene pochi elementi che si possano dire originali, essendo perlopiù costituite da aneddoti tratti da testimonianze di seconda mano, addirittura nel Prato di Bežin il protagonista si chiama Stepok, allontanandosi ulteriormente dalle poche evidenze storiche. La vera vicenda della vita di Morozov è stata spesso al centro di studi volti a svelarne i lati oscuri: recentemente alcuni studiosi hanno posto in dubbio persino che egli facesse parte dei Giovani Pionieri. Sembrerebbe infatti che soffrisse di alcuni disturbi psichici e che abbia agito senza essere conscio delle conseguenze della sua azione; si pensa persino che abbia denunciato il padre non per ragioni politiche, ma poiché quest'ultimo aveva abbandonato la madre per una donna più giovane.

## Contesto

### Il contesto politico
Herbert Marshall afferma che nel 1931 l'ingerenza del governo nella produzione artistica sovietica era già ben stabilita ed era organizzata su più livelli: a partire da artisti istruiti "dall'alto" e incaricati di sorvegliare i colleghi, per passare a differente cerchie adatte a esprimere un loro giudizio e fino ad arrivare al partito comunista e allo stesso Stalin. Secondo lui fu proprio questa organizzazione che portò al fallimento del Prato di Bežin.
Sotto la direzione di Boris Šumjackij, ministro del cinema dal 1933 al 1938, il cinema sovietico vide cambiare radicalmente la sua teoria estetica. Nel 1928 la conferenza nazionale sulla cinematografia definì il realismo socialista come la nuova dottrina e come tale doveva imporsi sull'estetica contemporanea, tuttavia questo nuovo orientamento non venne applicato in modo stretto che nel 1934. Definito come "rappresentazione veridica della realtà presa nel suo dinamismo rivoluzionario", il realismo socialista sarà concretamente all'origine del cambiamento dei metodi di lavoro e del contenuto stesso delle pellicole. Il messaggio veicolato dall'opera deve infatti essere il più chiaro possibile e l'accento deve essere messo sul contenuto e non sulla forma, e questo implica che la maggior parte dei montaggi e delle scene dei film di Ejzenštejn degli anni Venti, giudicati complicati e "intellettuali", diventarono ormai vietati.
Questi cambiamenti avevano per scopo di rendere il cinema più comprensibile al fine di far passare più facilmente i messaggi della propaganda. Parallelamente anche le sceneggiatura dovevano trattare di temi tratti dal folclore russo, immediatamente comprensibile a tutto il popolo. Per poter realizzare concretamente questa rivoluzione artistica fu necessario rifondare tutte le organizzazioni letterarie nel 1932 e creare nel 1936 il Comitato per le questioni artistiche, incaricato tra l'altro di evitare il "formalismo" e il "naturalismo" nelle opere. In conseguenza a queste disposizioni sotto la direzione di Šumjackij il ministero del cinema vietò più di un centinaio di film durante gli anni 1930.

### Il contesto nella carriera di Ejzenštejn

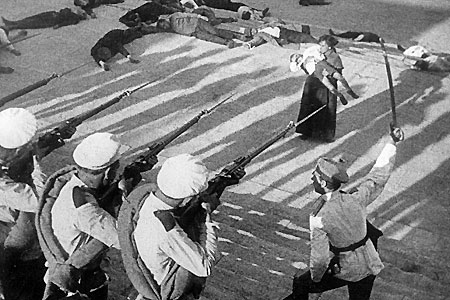
La scena della celebre scalinata Potëmkin tratta da La corazzata Potëmkin del 1925.

Le riprese del film si svolsero in un periodo assai movimentato della vita dell'artista. Nel 1929 intraprese un viaggio all'estero accompagnato da Eduard Tisse e Grigorij Aleksandrov, suoi assistenti, al fine di apprendere le tecniche del cinema sonoro. Inizialmente gira un cortometraggio in Francia, Romanzo sentimentale, poi parte per gli Stati Uniti nel 1930. Upton Sinclair finanziò il progetto di Que viva Mexico! che rimane incompiuto poiché viene richiamato da Stalin a Mosca. Sinclair rifiutò infatti di inviare a Mosca le bobine con il girato per farlo terminare con il nome di Lampi sul Messico. Ejzenštejn, che a partire dagli anni 1920 aveva iniziato ad applicare la teoria del montaggio delle attrazioni secondo la quale lo spettatore non doveva fruire passivamente la storia, ma doveva essere scosso dalle immagini e partecipare attivamente alla ricomposizione del loro senso, rimase dunque senza girare dal 1932 al 1934. Insegna dunque al VGIK e scrive delle sceneggiature che vennero immancabilmente rifiutate.

## Produzione

### Preparazione e riprese

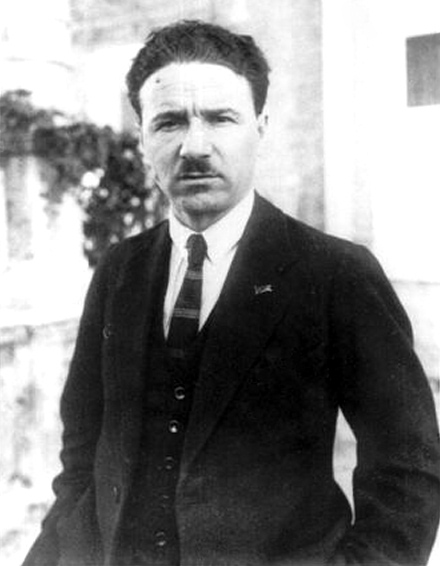
Boris Šumjackij nel 1924.

Aleksandr Ržeševskij, che già aveva avuto l'occasione di lavorare con Vsevolod Illarionovič Pudovkin in Un caso semplice nel 1932 e aveva già girato un proprio film dal titolo Oceano nel 1931, propose la propria sceneggiatura a Ejzenštejn nel 1934, dopo che era già stata rifiutata dal regista Boris Barnet. Ejzenštejn mostrò subito di apprezzarla nonostante avesse alcune riserve sulla qualità della trama e sulla resa dei personaggi. La sceneggiatura originale si concentrava più sul piano emozionale che su quello tecnico, d'altra parte lo stesso Ejzenštejn diceva che le sceneggiature dette "tecniche", ovvero quelle che riassumono l'azione molto brevemente e si dedicano di più ai particolari di ripresa, erano poco utili sebbene preferite dalla maggior parte dei cineasti dell'epoca del muto.
Il film fu commissionato dal Komsomol al fine di onorare gli sforzi di Ejzenštejn e Ržeševskij a sostegno della collettivizzazione delle fattorie. L'organizzazione insistette affinché l'opera si focalizzasse sulla "ricostruzione socialista nelle campagne". Le riprese cominciarono a metà del 1935 e nell'ottobre dello stesso anno venne presentato allo studio Mosfil'm, che produceva la pellicola, il primo montaggio delle scene già girate. Lo studio pretese delle modifiche e la produzione continuò secondo le nuove direttive. Nell'agosto del 1936, quando ormai la maggior parte delle riprese erano già state effettuate, Boris Šumjackij, il principale dirigente del GUK (Direzione generale del cinema), ordinò la sospensione dei lavori e pretese che il film fosse riscritto.
La sceneggiatura venne così nuovamente rivista da Ejzenštejn il quale riconobbe la presenza di errori nella versione rifiutata. Bisogna anche aggiungere che il regista non effettuava la visione pubblica dei giornalieri affinché fossero verificati dalla produzione.
La realizzazione della pellicola costò due milioni di rubli e durò due anni. Al momento della selezione degli attori Ejzenštejn preferì sceglierne di non professionisti cercando piuttosto delle persone che corrispondessero il più possibile al "tipo" del ruolo rappresentato. Alle audizioni vennero provinati duemila ragazzi per il ruolo di Stepok, ovvero il Morozov del film. Le riprese vennero effettuate in molte località: inizialmente negli studi moscoviti della Mosfil'm, successivamente in Ucraina e nel Caucaso. Ejzenštejn ebbe la lungimiranza di conservare tutto il girato scartato, cosa che permise negli anni 1960 di ricostruire il film, sebbene quasi tutte le parti originali erano andate distrutte.

### La brusca interruzione
Il comitato esecutivo centrale del partito comunista chiese di visionare la pellicola prima della sua uscita per poterla approvare. Tuttavia tutte le versioni proposte vennero rifiutate dal comitato che le considerò "non artistiche e politicamente errate" e dichiarò che il regista "confondeva la lotta di classe con la battaglia tra il bene e il male". Su ordine del direttore del cinema sovietico la produzione venne definitivamente interrotta il 17 marzo 1937.
Boris Šumjackij deplorò il fatto che Ejzenštejn avesse presentato il conflitto in termini biblici, piuttosto che inserirlo all'interno del contesto della lotta di classe socialista. Lo stesso regista ebbe modo di dire più tardi che effettivamente l'assassinio di Stepok ad opera del padre era una "reminiscenza del sacrificio di Isacco da parte di Abramo".
Dopo il blocco definitivo Šumjackij si prese la responsabilità di spiegare i motivi del fallimento del progetto di fronte ai media sovietici scrivendo un articolo sulla Pravda. Secondo lui il film calunniava la vita nelle campagne sovietiche e rappresentava un esempio di formalismo che era necessario eliminare. Più esattamente affermò che Ejzenštejn "fece Bežin lug unicamente perché gli offriva la possibilità di dedicarsi ad un esercizio sulla forma. Al posto di realizzare un'opera forte, chiara, diretta, Ejzenštejn staccò il suo lavoro dalla realtà, dai colori dell'eroismo della realtà. Ridusse coscientemente il contenuto ideologico del suo lavoro". Due anni più tardi Šumjackij perse il proprio posto nel governo poiché accusato di essere una spia per gli inglesi: venne arrestato e fucilato. Uno dei motivi che portarono Šumjackij a bloccare le riprese era che Ejzenštejn sprecava soldi e risorse per la produzione del film, ma al momento della sua esecuzione fu lui stesso accusato di aver sprecato soldi e risorse proprio bloccando la realizzazione di vari film, tra cui proprio Bežin lug. Il blocco della realizzazione fu anche interpretato come una conseguenza d'una campagna contro le avanguardie artistiche nella Russia stalinista.

### I tentativi di completamento e la ricostruzione
Dopo questi avvenimenti Ejzenštejn contrasse il vaiolo e in seguito l'influenza, lasciando così che il film rimanesse definitivamente incompiuto. Successivamente tornò a lavorare sulla stessa storia con lo scrittore Isaak Babel', ma la loro collaborazione non portò né alla pubblicazione di un libro né tantomeno all'uscita di un film, e in tal modo la produzione del Prato di Bežin giunse alla sua definitiva conclusione. Le bobine contenenti il film incompiuto e mai uscito nelle sale vennero distrutte durante un bombardamento aereo nell'autunno del 1941. In una risposta all'articolo di Šumjackij intitolata "Gli errori del Prato di Bežin", Ejzenštejn promise che si sarebbe "sbarazzato degli ultimi tratti anarchici d'individualismo nelle [sue] opinioni e nei [suoi] metodi di lavoro". Ejzenštejn terminò scrivendo: "Che cosa ha causato la catastrofe che ha fatto fallire il film sul quale avevo lavorato due anni? Qual era il punto di vista errato che, malgrado l'onestà dei miei sentimenti e la mia devozione al lavoro, portò quest'opera alla perversione della realtà, rendendola politicamente inconsistente e, di conseguenza, non artistica?".
Negli anni 1960 si venne a sapere che la moglie di Ejzenštejn, Pera Attacheva, aveva conservato alcune parti della pellicola del film, recuperandole direttamente dal tavolo di montaggio. Nel 1964 il regista russo Sergej Jutkevič con l'aiuto di Naum Klejman, già allievo di Ejzenštejn, intraprese l'opera di ricostruzione del film. Al fine di preservare il più possibile la continuità della storia si procedette a montare i frammenti seguendo la sceneggiatura originale e aggiungendo dei nuovi intertitoli insieme ad un'introduzione parlata. Per l'occasione venne anche adattata una colonna sonora su una partitura di Sergej Prokof'ev per sostituire l'originale di Gavriil Popov. Il film può dunque essere visto oggi come un "diaporama muto" della durata di trentacinque minuti.

## Critica
Per le sue particolarità, questa pellicola di Ejzenštejn suscitò un gran numero di reazioni critiche dalla sua realizzazione, seppur incompiuta. Seguendo l'esempio dell'articolo di Šumjackij comparso sulla Pravda, che sostanzialmente riversava tutta la responsabilità del fallimento sul regista portando la sua reputazione in URSS al suo minimo storico, anche altri critici emisero le loro rimostranze nei suoi confronti. Alcuni affermarono che il film era troppo astratto e formalista, condividendo così il punto di vista di Šumjackij. Il'ja Vajsfel'd ritenne che il film e più in generale i metodi di Ejzenštejn fossero "profondamente ostili al socialismo" e denunciò il fatto che presentasse i nemici da un punto di vista potenzialmente favorevole.
Per Nikolaj Otten l'errore del cineasta stava nell'aver scelto una sceneggiatura con troppi elementi emotivi, pensando che questo lo avrebbe liberato dal controllo della casa di produzione. Boris Babickij, che all'epoca era a capo degli studi Mosfil'm, prese su di sé la responsabilità del fallimento della produzione per non aver saputo controllare il lavoro di Ejzenštejn o di non aver avuto la prontezza di bloccare le riprese prima; Babickij venne più tardi arrestato proprio per questi fatti. Ivan Pyr'ev ebbe la sensazione che Ejzenštejn non volesse essere "un Soviet" e che fosse questa la ragione dell'insuccesso. Davyd Mar'jan, anch'egli regista, criticò l'attitudine di Ejzenštejn: la sua opinione era che egli disprezzasse gli altri, non provando alcun piacere nelle relazioni umane, in sostanza era un uomo solitario. Il fallimento fu anche l'occasione per attaccare lo status politico raggiunto dal regista grazie al successo delle sue opere precedenti. Hryhorij Zel'dovyč, della direzione generale del cinema, si chiese se a Ejzenštejn doveva essere ancora concessa la possibilità di lavorare liberamente con i suoi studenti, vista la sua inaffidabilità politica.

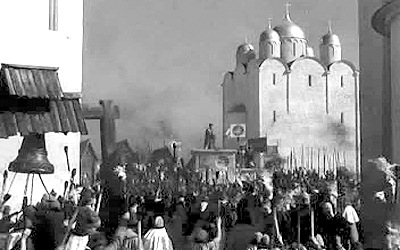
Un fotogramma tratto da Aleksandr Nevskij, film che Ejzenštejn diresse dopo Bežin lug.

Tuttavia non tutti i commenti sull'opera furono apertamente negativi. Negli anni che seguirono il blocco della produzione alcuni organizzazioni cinematografiche organizzarono a Mosca, Leningrado e Kiev dei seminari sulla pellicola. Un ex studente di Ejzenštejn, Pëtr Pavlenko, difese il lavoro del maestro. Grigorij Aleksandrov, un regista con il quale aveva già lavorato precedentemente più volte, venne accusato di "elevarsi al di sopra della comunità", poiché non denigrò il lavoro del collega. Ėsfir' Šub suggerì che Ejzenštejn, non trovandosi in URSS durante il primo piano quinquennale, era incapace di dare delle lezioni corrette di politica moderna.
La scena in cui gli abitanti del villaggio profanano la chiesa, eliminata dall'ultima versione del film, venne considerata come "una delle grandi scene di cinema" e un'ulteriore rappresentazione del simbolismo biblico presente nel film. In una delle immagini di questa scena una giovane ragazza si guarda in uno specchio in cui compare come una Vergine Maria a fianco di una statua di Cristo come se si trattasse di una pietà. Ivor Montagu comparò la lotta di Ejzenštejn per portare a compimento il film a quella di Galilei contro l'Inquisizione. Ejzenštejn domandò a Šumjackij il permesso di poter realizzare altre pellicole, questi trasmise la richiesta a Stalin raccomandandogli di vietare al regista di tornare alla macchina da presa. Tuttavia le proteste di Aleksej Angarov vennero recepite dal Politburo e così nel 1938 venne permesso al cineasta di realizzare Aleksandr Nevskij.
Nel 1964 incominciò l'opera di ricostruzione del film e nel 1988 Bežin lug fu al centro di una retrospettiva alla Tisch School of the Arts di New York. Intitolata "Jay Leyda: A Life's Work", era consacrata a Jay Leyda, unico americano ad aver potuto beneficiare dei corsi di cinematografia di Ejzenštejn all'Istituto del film di Mosca oltre che aiuto regista e addetto alla fotografia di questo film. Tra i film sovietici degli anni venti e trenta, Bežin lug è oggi uno dei più citati negli studi specialistici. Sebbene quest'opera sia incompiuta e che la versione originale non sia mai stata distribuita, venne più tardi considerata come la celebrazione degli informatori nella Russia sovietica. A dispetto dei problemi causati da questo progetto, nel 1939 Ejzenštejn venne insignito dell'Ordine di Lenin grazie al successo di Aleksandr Nevskij e due anni dopo, nel 1941, ottenne la direzione artistica degli studi Mosfil'm.